# Trygodes amphion
Trygodes amphion là một loài bướm đêm trong họ Geometridae.